# 女刑事RIKO 女神の永遠
『女刑事RIKO 女神の永遠』（おんなけいじリコ ヴィーナスのえいえん）は、1998年に製作された日本のオリジナルビデオ。原作は、柴田よしきの小説、RIKO（村上緑子）シリーズの『RIKO -女神の永遠-』。井坂聡監督作品。

## キャスト
- 村上緑子（RIKO）：滝沢涼子
- 安藤明彦：風間トオル
- 高須義久：永澤俊矢
- 鮎川慎二：橋爪浩一
- 安藤琴美：麻生祐未
- 武蔵野署の女医：原田美枝子
- 大杉漣